# Tractat de Bucarest (1916)
El Tractat de Bucarest de 1916 és un tractat internacional signat el 27 d'agost de 1916 a la ciutat de Bucarest entre el Regne de Romania i la Triple Entesa.

## Orígens
Des dels inicis del segle xix els moviments populars nacionalistes anaren en augment a Romania, tenint el somni d'un Estat-nació, i la creació d'una nació romanesa es van anar desenvolupant. Amb la disminució de l'Imperi Otomà els principats de Valàquia i Moldàvia es van unir per acabar formant el Regne de Romania el 1881.

## Primera Guerra Mundial
Després de dos anys de curosa neutralitat, el 1916 Romania es va unir a la Primera Guerra Mundial al costat del Triple Entente amb la finalitat d'obtenir Transsilvània, un territori governat per Hongria, però amb una població majoritàriament romanesa.
Segons el tractat, Romania havia d'atacar l'Imperi Austrohongarès pel sud i a canvi les potències aliades es comprometien a cedir-li la Transsilvània al final de la guerra. Romania va declarar la guerra el dia 27 d'agost i va llançar tres exèrcits de 440.000 homes la mateixa nit a través dels passatges dels Carpats del sud. L'avanç de l'exèrcit romanès va ser fàcil pel fet que l'imperi austrohongarès no havia situat grans forces a la frontera romanesa. A mitjans del mes de setembre, però, l'atac va ser aturat per les tropes alemano-búlgares, les quals van començar a amenaçar les posicions de l'exèrcit romanès.
A finals d'octubre l'exèrcit romanès va ser empès fora de Transilvania gràcies als reforços alemanys que arribaren per ajudar el debilitat exèrcit austrohongarès. A finals de 1916 la ciutat de Bucarest va caure, havent de fugir el govern a Iaşi (ciutat de Moldàvia que va esdevenir la capital de Romania fins al final de la Guerra Mundial). La Valàquia quedà sota el control de les Potències Centrals. El nombre de víctimes de la campanya fou d'aproximadament 100.000 morts per a Romania, la qual al final de la guerra aconseguí guanyar la regió de Transsilvània.